# Roma in Kosovo
Met Roma in Kosovo (Albanees: Romët në Kosovë) worden in Kosovo wonende etnische Roma, of Kosovaren van Romani afkomst aangeduid. Alhoewel de Roma ("Romët"), Balkan-Egyptenaren (“Egjiptianëve të Ballkanit”) en Ashkali ("Aškalije") zichzelf identificeren als afzonderlijke gemeenschappen en als zodanig worden erkend door de Kosovaarse wetgeving, worden ze - vanwege culturele en uiterlijke overeenkomsten - vaak als één gezamenlijke groep gezien. De Roma (en Balkan-Egyptenaren en Ashkali) wonen verspreid over het hele land, maar enkele van de grootste gemeenschappen zijn te vinden in de regio Pejë, Gjakovë, Obiliq en Kosovo Polje.
Tijdens de Kosovo-oorlog (1998-1999) waren de Roma bevolking doelwit van de Albanese guerrillaorganisatie UÇK. Ongeveer vijfhonderd Roma's werden gedurende de oorlog gedood en 90.000 van hen werden uit Kosovo verdreven. Het motief van het UÇK was dat de Roma's collaboreerden met de Serviërs.

## Aantal
In de volkstelling van 2011 werden slechts 8.824 Roma geregistreerd, terwijl de Raad van Europa het aantal Roma op ongeveer 37.500 personen (2,2% van de bevolking) schatte, variërend van minimaal 20.000 tot maximaal 50.000 personen. De Roma zijn ondervertegenwoordigd in de officiële volkstellingsresultaten, omdat zij - samen met de Servische minderheid - de volkstelling hebben geboycot, maar hangt ook samen met angst voor antiziganisme en het feit dat veel Roma niet zijn ingeschreven in de burgerlijke stand, waardoor zij logischerwijs ook niet over documenten en statistische gegevens beschikken.
| Etnische groep     | 1948 (volkstelling) | 1948 (volkstelling) | 1953 (volkstelling) | 1953 (volkstelling) | 1961 (volkstelling) | 1961 (volkstelling) | 1971 (volkstelling) | 1971 (volkstelling) | 1981 (volkstelling) | 1981 (volkstelling) | 1991 (volkstelling) | 1991 (volkstelling) | 2011 (volkstelling) | 2011 (volkstelling) |
| Etnische groep     | Aantal              | %                   | Aantal              | %                   | Aantal              | %                   | Aantal              | %                   | Aantal              | %                   | Aantal              | %                   | Aantal              | %                   |
| ------------------ | ------------------- | ------------------- | ------------------- | ------------------- | ------------------- | ------------------- | ------------------- | ------------------- | ------------------- | ------------------- | ------------------- | ------------------- | ------------------- | ------------------- |
| Roma               | 11.230              | 1,5                 | 11.904              | 1,5                 | 3.202               | 0,3                 | 14.593              | 1,2                 | 34.126              | 2,2                 | 45.760              | 2,3                 | 8.824               | 0,5                 |
| Ashkali            | 11.230              | 1,5                 | 11.904              | 1,5                 | 3.202               | 0,3                 | 14.593              | 1,2                 | 34.126              | 2,2                 | 45.760              | 2,3                 | 15,436              | 0,9                 |
| Balkan-Egyptenaren | 11.230              | 1,5                 | 11.904              | 1,5                 | 3.202               | 0,3                 | 14.593              | 1,2                 | 34.126              | 2,2                 | 45.760              | 2,3                 | 11,524              | 0,6                 |
| Totaal             | 727.820             | 727.820             | 808.141             | 808.141             | 963.988             | 963.988             | 1.243.698           | 1.243.698           | 1.584.441           | 1.584.441           | 1.956.196           | 1.956.196           | 1.739.825           | 1.739.825           |

Omdat het aantal Roma in de volkstelling van 2011 is ondervertegenwoordigd, is het moeilijk om harde conclusies aan deze uitkomst te verbinden. Een voorbeeld op gemeentelijk niveau illustreert deze situatie: volgens officiële gegevens wonen er 745 Roma in de Servische enclave Gračanica/Graçanicë, terwijl eerdere schattingen uitgingen van 1.900 tot 2.000 Roma.